# Opárenské údolí

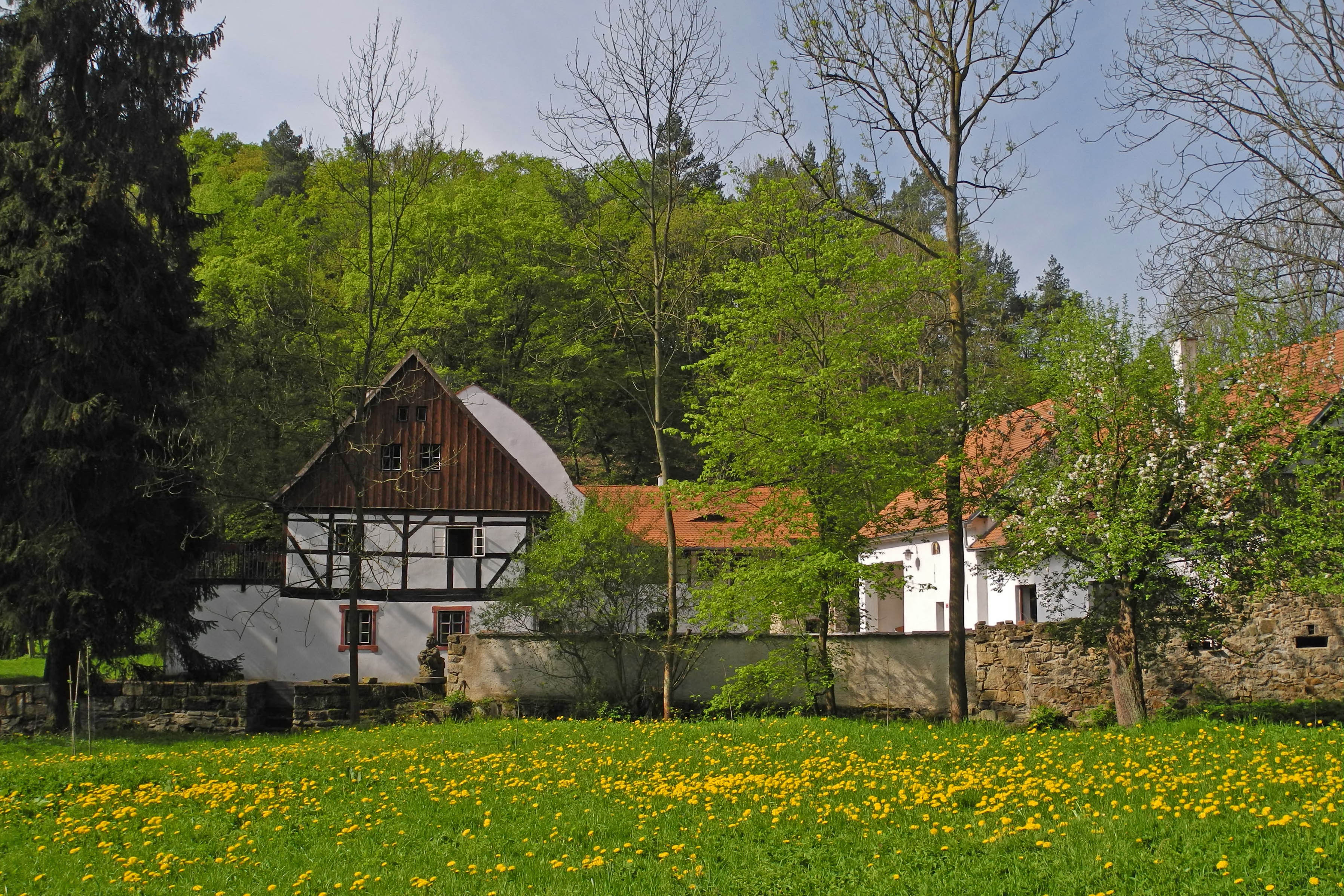
Im Wopparner Tal

Das Opárenské údolí (deutsch Wopparner Tal) ist ein etwa fünf Kilometer langes Kerbtal im  Böhmischen Mittelgebirge. Es liegt zwischen Velemín (Wellemin) und Malé Žernoseky (Kleintschernosek), das vom Milešovský potok (Milleschauer Bach) durchflossen wird. Es erreicht eine Tiefe von 50 bis 100 m. Benannt wurde das Tal nach dem Ort Oparno (Wopparn), der in einem Seitental oberhalb des Tales am Opárenský potok (Wopparner Bach) liegt. Oberhalb des Ortes erhebt sich die Burgruine Opárno.

## Beschreibung
Im Tal verläuft auch die Bahnstrecke Řetenice–Liberec (Nordböhmische Transversalbahn) mit der Haltestelle Oparno. Eine Autobahnbrücke der Autobahn D8 überquert das Tal zwischen der Konradsmühle und der Neuen Mühle westlich von Oparno. Es ist eine Stahlbetonbogenbrücke mit einer Spannweite von 135 m, einer Höhe von etwa 30 m über dem Talgrund und einer Länge von 275 m.
Wegen seines Artenreichtums und seiner Attraktivität ist das Tal touristisch gut erschlossen. Es verlaufen hier sowohl Wanderwege, naturwissenschaftlicher Lehrpfade und Radrouten. Bis 1945 führte der Kegelweg durch das Tal über Wellemin zum Milleschauer, jetzt ist es der Zlatá stezka Zemí hradů (Goldener Steig im Land der Burgen).

### Talmühlen
Nach Meinholds Führer: Nord-Böhmen, 1912 gab es hier im Tal acht Mühlen:
1. Katscherkenmühle (Kačírkův mlýn)
2. Piselmühle (Mádrův mlýn)
3. Horakenmühle (Horákův mlýn)
4. Neumühle (Nový mlýn)
5. Konradsmühle (Konrádův mlýn), auch Deutsche Mühle[4], jetzt Opárenský mlýn
6. Schwarztaler Mühle (Černodolský mlýn), auch Schwarzmühle (Černý mlýn)
7. Schweizermühle (Švýcarský mlýn), jetzt Kinderferienlager „Kemp Jordan“
8. Kaisermühle (Císařský mlýn), jetzt ein Ferienhaus

Die alten Mühlengebäude sind meist zu Wohn- oder Wochenendhäusern umgebaut.
In der Černodolský mlýn und in der Opárenský mlýn gibt es eine Gaststätte mit Pension.
An der Kaisermühle steht zur Erinnerung an die Pestepidemie von 1680 ein alter Peststein mit Doppelkreuz.
Die Oprárenský mlýn (vormals Konradsmühle) stammt aus der Zeit von 1649. Sie wurde mit Hilfe des Europäischen Fonds für regionale Entwicklung (EFRE) umfassend renoviert und im Juni 2011 vom tschechischen Jugendverein Asociace turistických oddílů mládeže (A-TOM) und dem Erzgebirgsverein (EV) als Begegnungs- und Bildungszentrum für deutsche und tschechische Jugendliche eröffnet.

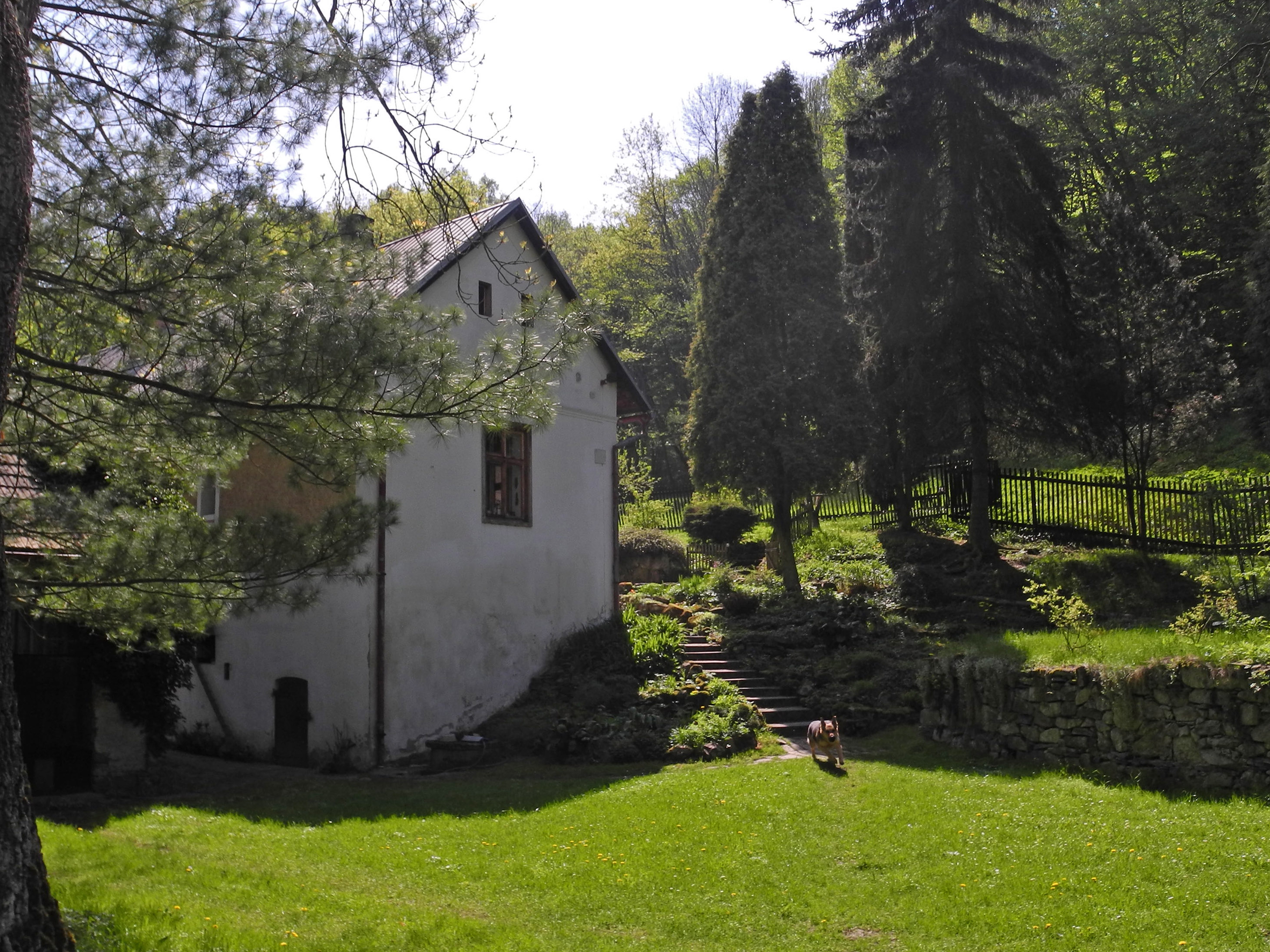
Ehem. Kaisermühle
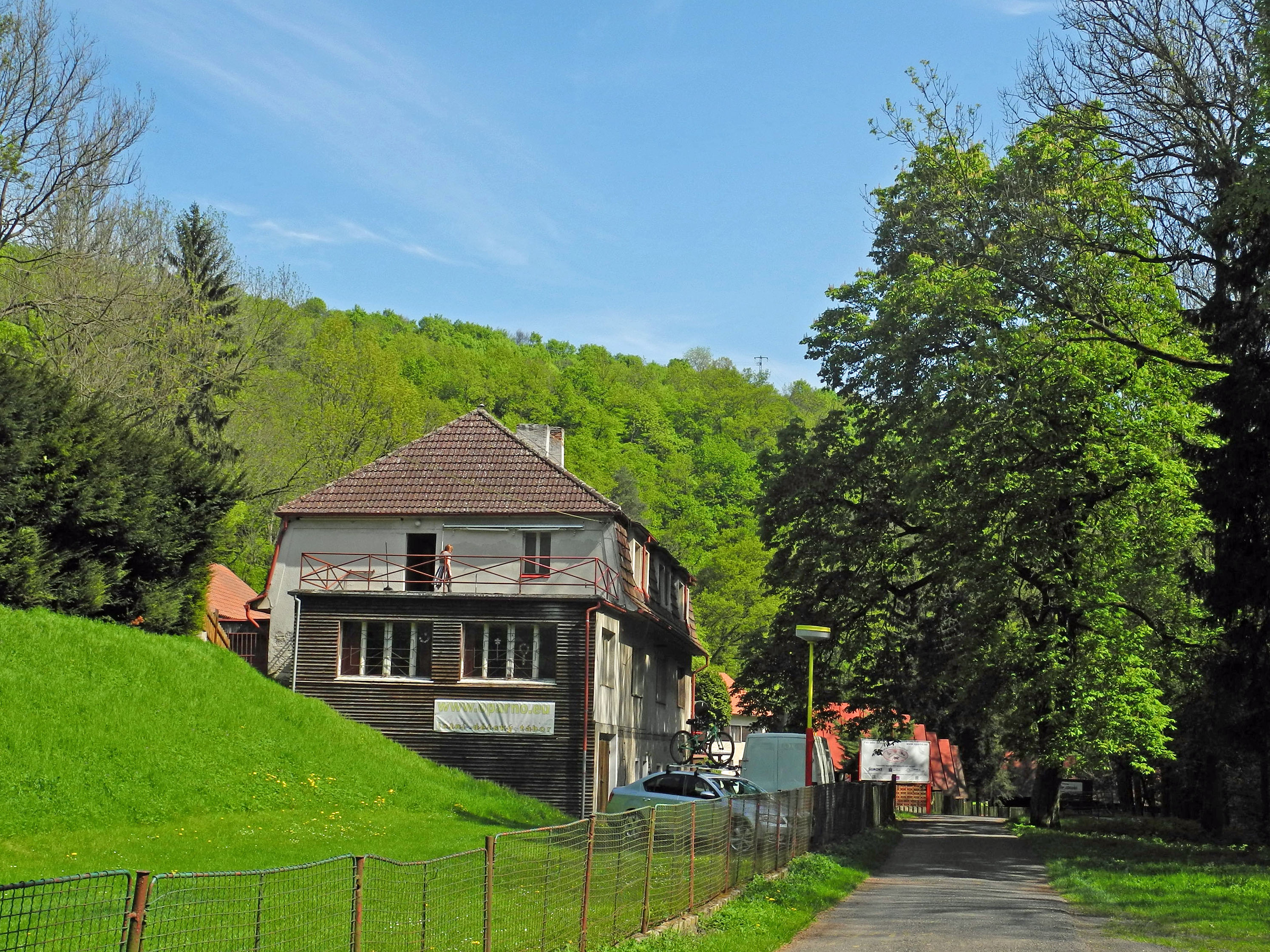
Ehem. Schweizermühle
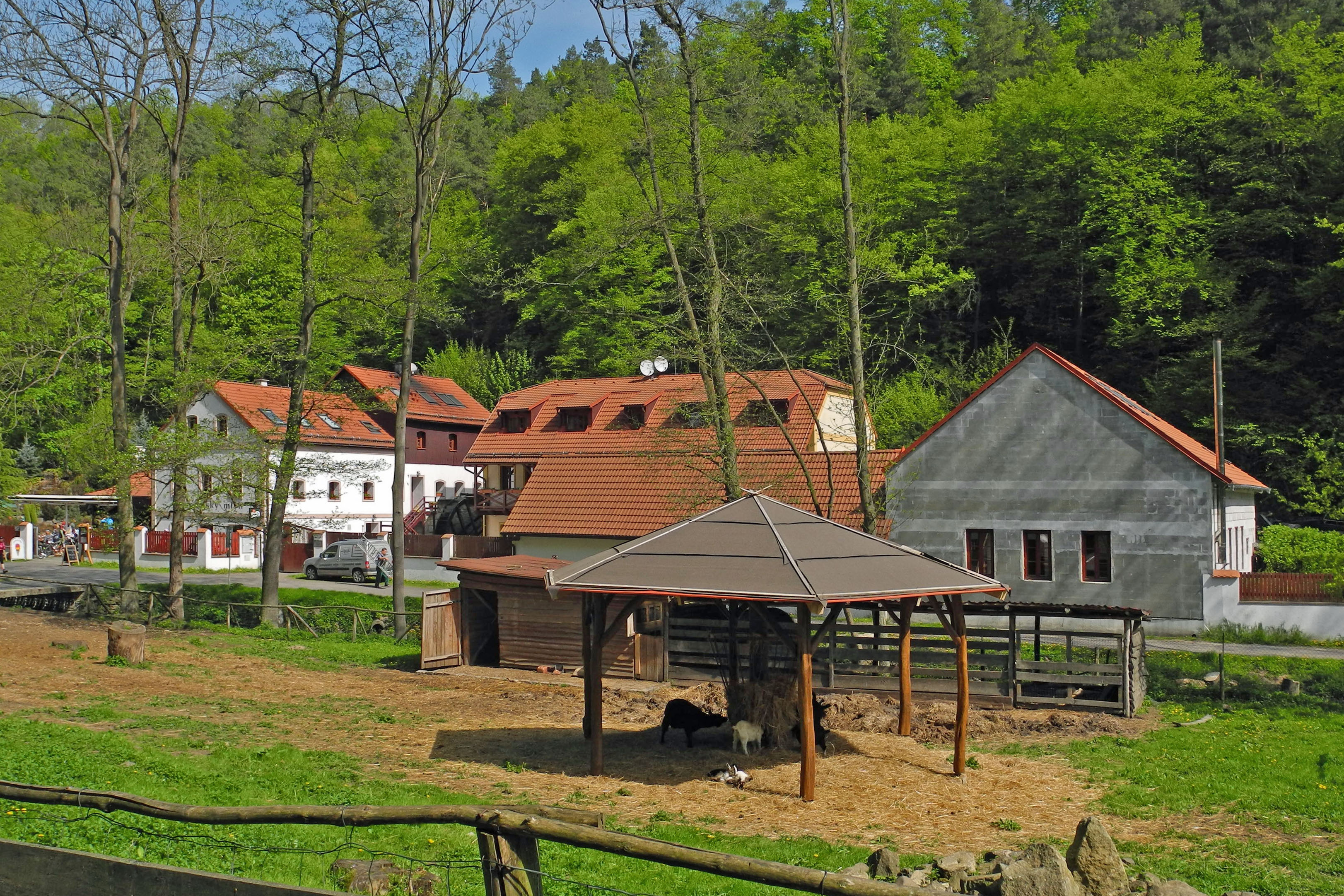
Ehem. Schwarztaler Mühle
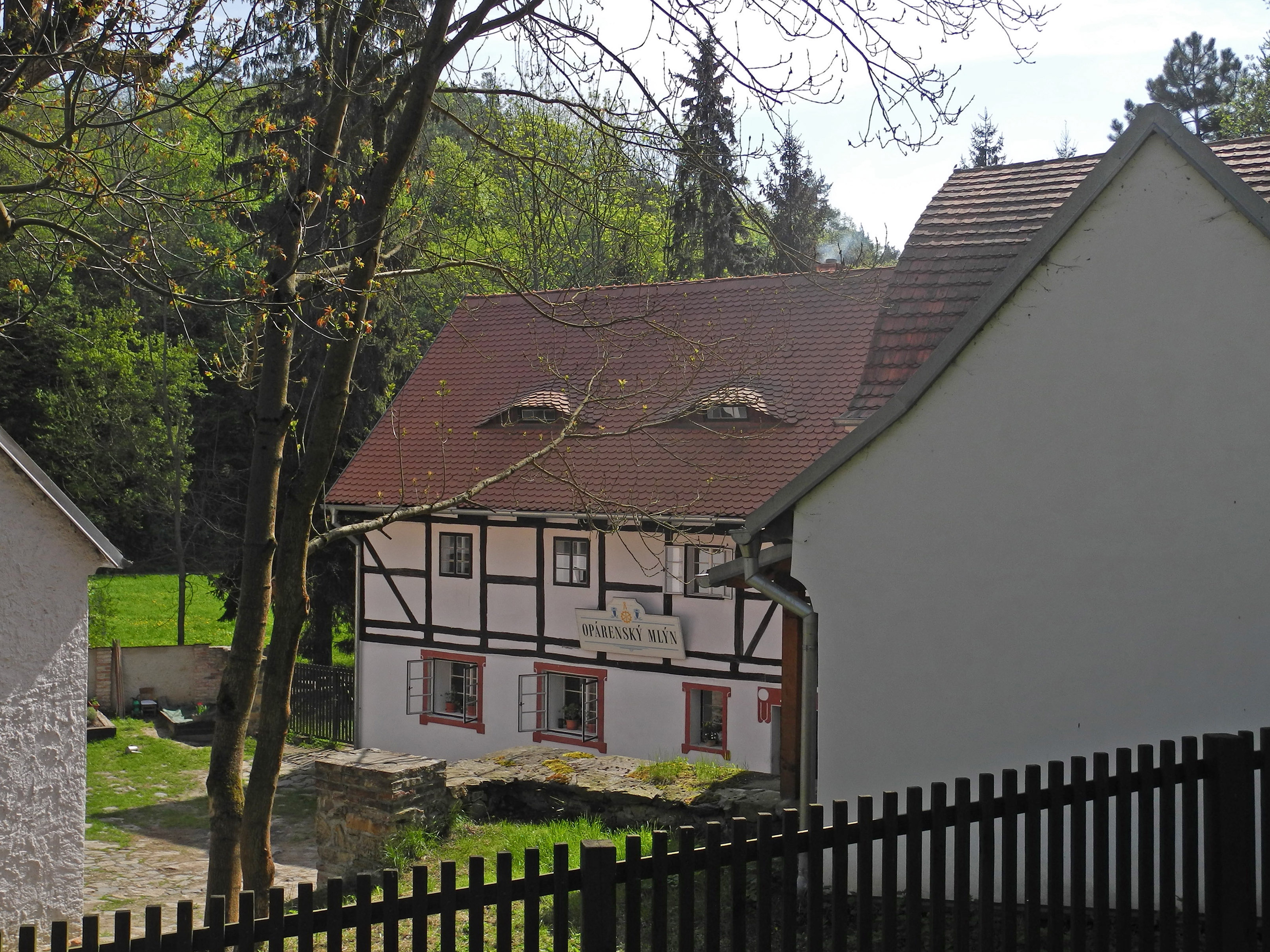
Ehem. Konradsmühle, jetzt Opárenský mlýn
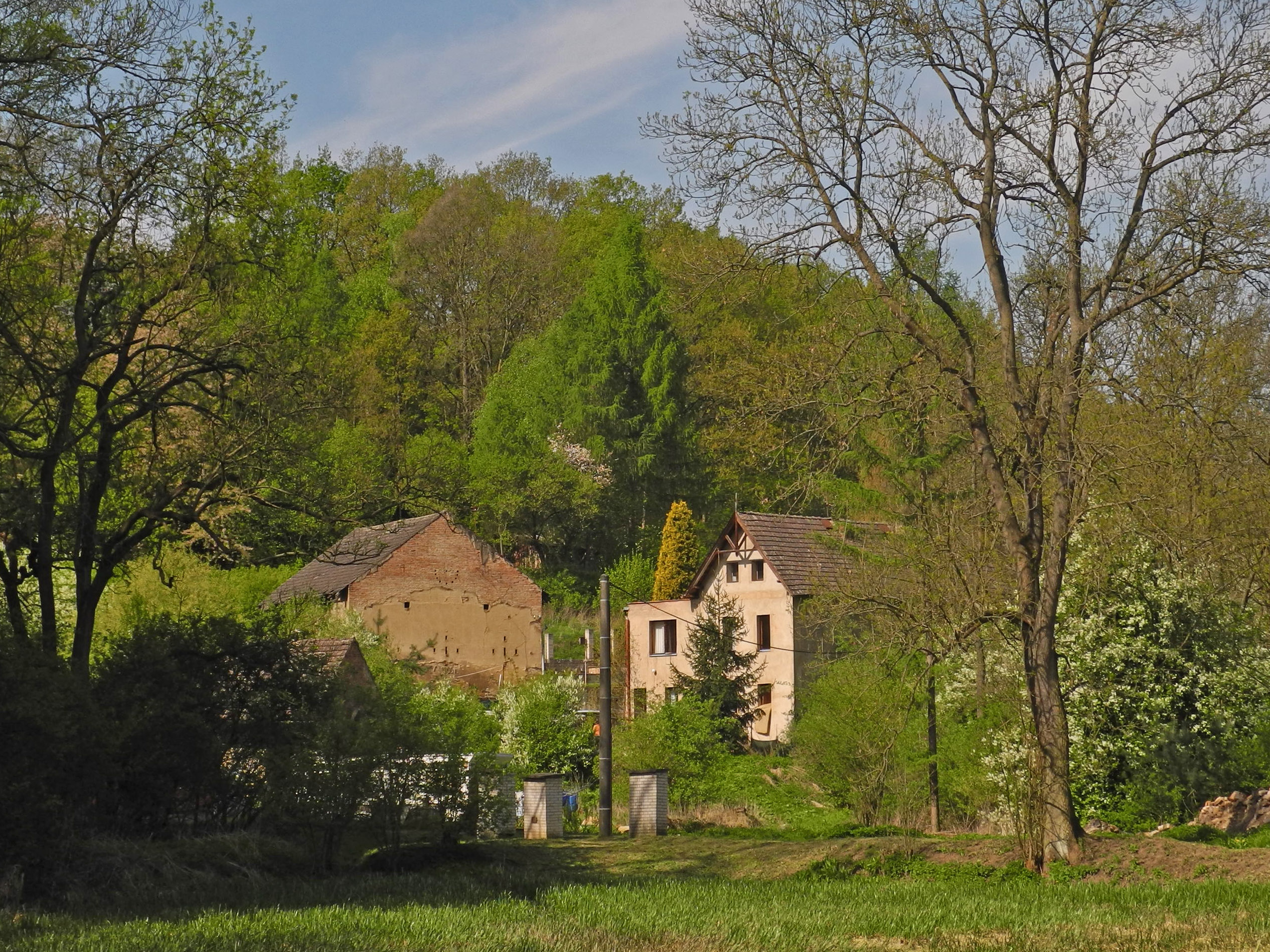
Ehem. Neumühle
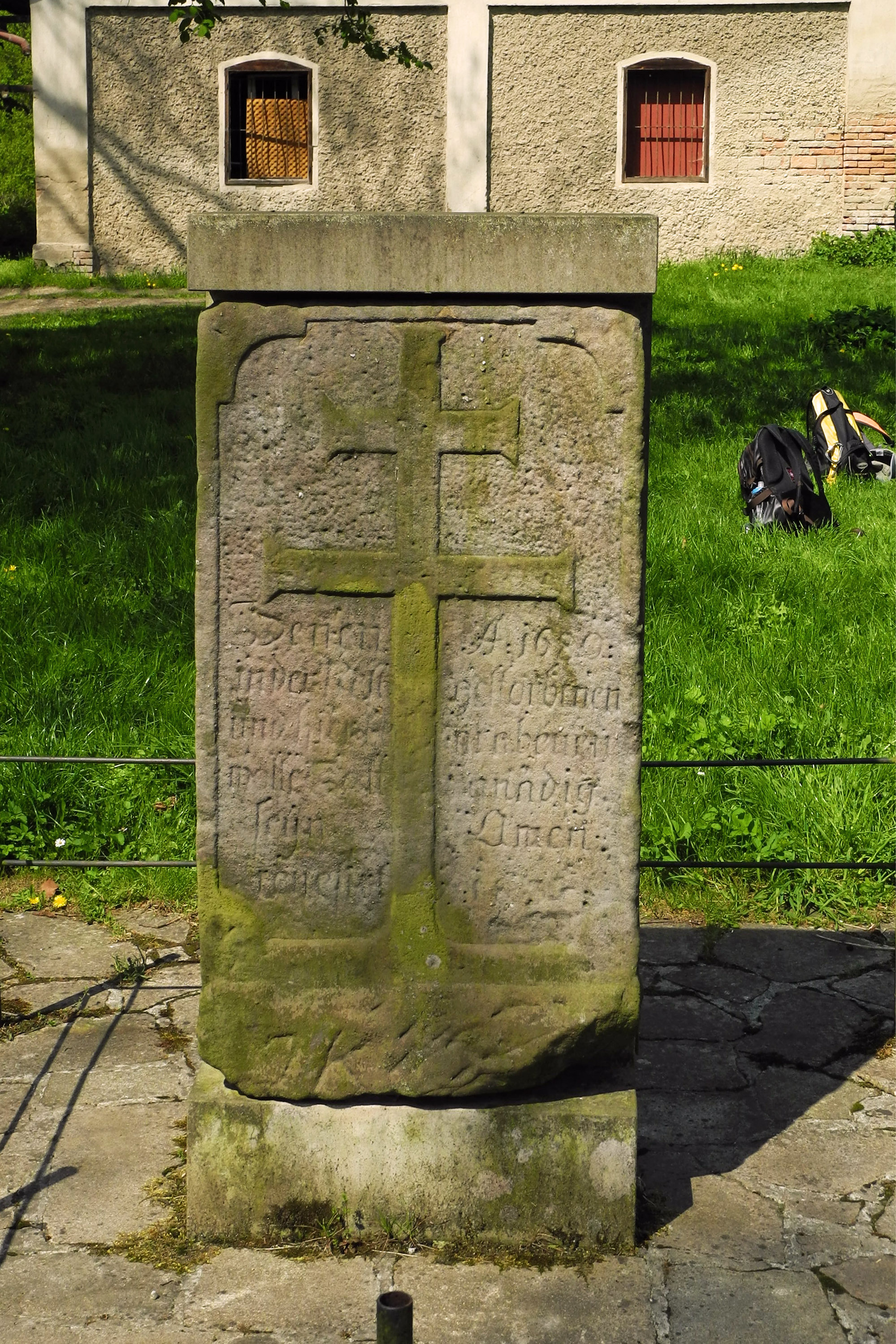
Alter Peststein (1680)